# El jardinero
El jardinero, conocido también como Retrato de joven campesino o Campesino provenzal,  es un cuadro de óleo sobre lienzo de Vincent van Gogh, datado en septiembre de 1889 y conservado en la Galería Nacional de Arte Moderno de Roma.
El cuadro, considerado el más importante del pintor neerlandés entre los presentes en las colecciones públicas italianas, es una obra maestra del periodo provenzal de Van Gogh y muestra algunos de los temas fundamentales de su pintura, como el uso del retrato, la relación con la naturaleza y la combinación de colores primarios y complementarios.

## Título y catalogación de la obra
Van Gogh, a diferencia de como hizo con la mayoría de sus pinturas, no menciona El jardinero en ninguna de sus cartas y por ello no le da ningún título. En cualquier caso, el lienzo siempre ha pertenecido al catálogo razonado de las obras de Van Gogh. En primer lugar, apareció en el catálogo elaborado en 1928 —revisado en 1970— por Jacob-Baart de la Faille, titulado The work of Vincent Van Gogh, que numeró al cuadro con el 531. A continuación se incluyó en el catálogo The complete van Gogh (1980) realizado por Jan Hulsker, que dio a El jardinero el número 1779. Para diferenciar ambos sistemas de catalogación, la crítica asocia las iniciales de los autores de los catálogos a los números de los diferentes cuadros. Por lo tanto, El jardinero es, respectivamente, F531 y JH1779, según el sistema de catalogación al que se haga referencia. En la colección de la Galería Nacional de Arte Moderno y Contemporáneo de Roma, el lienzo está catalogado con el número de inventario 8638.
Aunque frecuentemente se conoce la obra con el título de El jardinero, en realidad este es un título bastante reciente, que no expresa plenamente el tema o el mensaje que encierra la obra. Se trata de un título probablemente inspirado por el fondo de la pintura que, más que recordar un campo cultivado, parece un jardín. En cambio, otras hipótesis sostienen que el título deriva de la posibilidad de que sea el retrato del jardinero del hospital psiquiátrico de Saint Rémy, donde Vincent van Gogh estuvo interno entre abril de 1889 y mayo de 1890.
El pintor y amigo de Van Gogh, Émile Bernard, en sus cartas escritas en 1911 le dio el título de Paysan provençal (en español: Campesino provenzal), mientras que en la primera exposición de los impresionistas, organizada en el Lyceum de Florencia en 1910, se presentó como Cabeza de campesino. Más en general, en la catalogación de las obras de Van Gogh se identifica como Campesino o como Retrato de un campesino, mientras que en la colección del museo romano ha prevalecido el título de El jardinero (Campesino provenzal).

## Historia

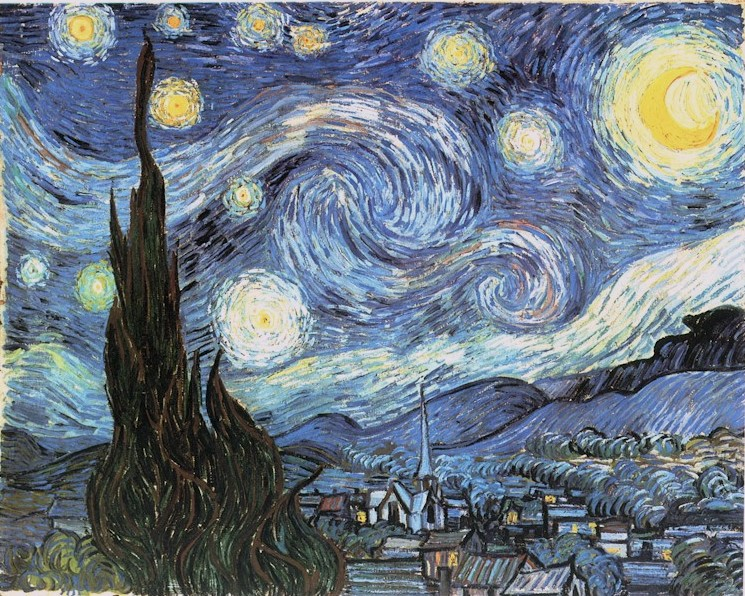
La noche estrellada (Van Gogh, 1889). Pertenece a la misma etapa artística que El jardinero.

Van Gogh pintó el lienzo en septiembre de 1889 mientras residía en el hospital de Saint Rémy. La datación del mes de ejecución es aproximada —aunque hoy en día casi toda la crítica la acepte como válida— porque Van Gogh no cita la obra en las numerosas cartas que escribe a su hermano Theo y a sus amigos.
En un primer momento, de hecho, se consideró que formaba parte del conjunto de obras que Van Gogh pintó en Arlés, un periodo que va de febrero de 1888 a marzo de 1889. Posteriormente, se creyó que era una obra del periodo transcurrido en Saint Rémy (abril 1889-abril 1890). Finalmente, los estudios de Hulsker situaron la obra en septiembre de 1889, época en la que el pintor era tratado en el hospital de Saint Paul de Mausole, en Saint Rémy, poniéndola en relación con el fuerte interés que el pintor tuvo por los retratos en aquel periodo. A principios de septiembre, Van Gogh, tras una grave crisis nerviosa y un periodo de inactividad, volvió a pintar con gran empeño y él mismo escribió a su hermano Theo:

Mis ganas de realizar retratos estos días son terriblemente fuertes.

Tras la muerte del pintor, la obra entró en el mercado de coleccionistas hasta llegar a la galería parisina del merchante de origen judío Paul Rosemberg, donde en 1910 la compró Gustavo Sforni, intelectual y pintor macchiaiolo que a principios del siglo XX llevó a Florencia, ciudad en la que vivía, varias obras de arte de la pintura moderna: entre ellas se encontraban el Retrato de monsieur Chocquet (1889) de Paul Cézanne, dos óleos de Maurice Utrillo y una pintura en pastel de Edgar Degas. Tras su llegada a Italia, El jardinero fue prestada para la muestra italiana dedicada a los impresionistas que organizó el escritor y pintor Ardengo Soffici entre abril y mayo de 1910 en las salas del Lyceum Club de Florencia. La exposición llevaba el nombre, precisamente, de Prima mostra italiana dell'impressionismo. La tela, expuesta con el número 71, se presentaba junto a obras de Paul Cézanne, Edgar Degas, Jean-Louis Forain, Paul Gauguin, Henri Matisse, Claude Monet, Camille Pissarro, Pierre-Auguste Renoir, Henri de Toulouse-Lautrec y dieciocho esculturas de Medardo Rosso. Ese mismo año, Soffici dio una opinión no muy positiva sobre El jardinero, ya que en la obra de Van Gogh observó una ruptura con las lecciones de Cézanne, un artista que él apreciaba mucho:

No faltan virtudes... (pero cuando emerge, fracasada). La razón cuando quizá la madurez de los años le habría llevado a una comprensión más simple de la naturaleza... en lugar de una índole de artista sincero, una voluntad retorcida, luchando con una materia rebelde e invicta.

Tras la muestra temporal, la obra volvió a las manos de su dueño, Sforni. Este, tras las críticas de la exposición de Florencia, pensó que sus contemporáneos criticarían la obra si la pusiera en exposición en Italia, así que la guardó celosamente en su propia casa, permitiéndosela ver solo a sus amigos y a los intelectuales que, como él, estaban atentos a las nuevas tendencias extranjeras y a las innovaciones de los impresionistas y postimpresionistas.
Tras la muerte del coleccionista en 1940, su tío abogado Giovanni Verusio heredó la pintura junto a toda su colección que, además de los ya citados autores franceses, incluía las obras de Fattori (más de cuarenta en total, incluyendo los óleos y los dibujos), Signorini y Severini. Aunque Van Gogh todavía no había alcanzado la popularidad que el mercado del arte le trajo en la década de los ochenta, la pintura ya era reconocida como la pieza más preciosa y de mayor valor de aquella colección, por lo que durante el final de la Segunda Guerra Mundial, el abogado Verusio, que se había refugiado en una granja en el campo toscano, la ocultó en una caja de madera bajo la paja de un invernadero de limoneros de Pian dei Giullari para protegerlo de los saqueos de los soldados alemanes.
Acabada la guerra, en 1945 se expuso en el Palacio Pitti, en la exposición de pintura francesa organizada por Berenson titulada La peinture française à Florence. Más adelante, también fue expuesta en 1952, en la muestra retrospectiva organizada por Lamberto Vitali en el Palacio Real de Milán con el título Vincent Van Gogh. La obra empezó a cobrar importancia en el territorio nacional y en 1954 el Estado Italiano declaró la pintura como obra de interés histórico y artístico.
En 1966 la esposa del abogado, Sandra Verusio, puso a salvo el lienzo durante la inundación de Florencia llevándolo a Roma. Allí el lienzo quedó en el comedor de la casa durante aproximadamente diez años —aunque a menudo sustituida por una copia—. La posesión del cuadro permitió entrar a la familia en los salones de la alta sociedad y relacionarse con las grandes personalidades de su tiempo gracias a las numerosas peticiones que el matrimonio Verusio recibía para poder admirar el Van Gogh. Pasaron figuras del mundo artístico como Renato Guttuso y el crítico de arte Giuliano Briganti; así como otros personajes de relevancia de ámbitos diferentes: por ejemplo, la abogada Agnelli acudió a casa de la familia Verusio en varias ocasiones para admirar el lienzo. La fama del cuadro, sin embargo, llevó inevitablemente a varios intentos de robo. La señora Verusio, hablando de los ladrones, dijo en 1998 en una entrevista:

Han venido cinco veces a llevárselo pero nunca lo consiguieron. Se conformaron con pieles y plata. Sin embargo, aquel cuadro se había convertido en un problema. Durante las vacaciones lo llevaba al banco con la Cinquecento, acompañada solo por un viejo empleado de casa; ¡qué imprudencia!

Cansada de esta situación, la abogada Verusio decidió vender el lienzo, que fue adquirido en 1977 por la cifra de 600 millones de liras, muy por debajo de la cotización del cuadro en aquel momento, que se estimaba en al menos 1 200 millones. Lo compró el galerista romano Silvestro Pierangeli, dado que el Estado Italiano en aquella época no ejercitó su derecho de prelación. Lo que aconteció en realidad es que Pietrangeli hizo de intermediario de un comprador anónimo, que, como se descubrió en 1983, era el galerista suizo Ernst Beyeler. El Estado italiano se movilizó solo en 1988, en pleno auge del mercado de coleccionismo de los impresionistas, cuando Beyeler anunció que iba a vender la obra al Museo Guggenheim de Venecia por la cifra de catorce mil millones de liras. En aquella operación se demostró que durante la primera negociación Beyeler no resultaba como el verdadero comprador, pues en las actas de compraventa el nombre registrado era el de Pierangeli.
De esta forma, el Estado italiano, en 1989, exigió practicar su derecho de prelación y volvió a comprar el cuadro, reembolsando a Beyeler la misma cifra que había pagado en 1977: 600 millones de liras. Beyeler consideró que la cifra estaba demasiado por debajo del precio de mercado —si el Estado no hubiera recomprado el cuadro, el Museo Guggenheim le habría pagado 25 veces más— y denunció al Estado italiano. Tras perder todos los juicios iniciados en Italia, hizo un llamamiento a la corte europea de Derechos Europeos de Estrasburgo. Mientras tanto, en 1995, el cuadro fue trasladado a Roma y a la Galería Nacional de Arte Moderno, donde se situó junto al otro cuadro de Van Gogh que poseía la Galería, L'arlésienne (Madame Ginoux).
En el año 2000, el tribunal europeo falló por primera vez: afirmó que el Estado italiano tenía derecho de prelación pero consideró que había ejercitado su derecho con mucha demora y había pagado un precio demasiado bajo, de tal manera que había gozado de un «enriquecimiento injustificado». El juicio sobre quién debía ser el verdadero propietario de la obra terminó en mayo de 2002, tras más de un cuarto de siglo, cuando los jueces de Estrasburgo reconocieron al Estado Italiano su legítima posesión y titularidad de la obra. En consecuencia, El jardinero entró oficialmente y de derecho en la colección del museo romano. Los jueces reconocieron a Beyeler una indemnización de un millón trescientos mil euros más cincuenta y cinco mil euros de reembolso por los costos del proceso.
Giuliano Urbani, el entonces Ministro de Patrimonio Cultural, expresó su gran satisfacción con respecto a la sentencia:

La sentencia emitida por los jueces de la Corte Europea de Derechos Humanos de Estrasburgo, rechazando la petición de restitución del célebre lienzo al galerista Beyeler, ha cerrado definitivamente un episodio judicial que duraba ya desde hacía años. El Jardinero de Van Gogh, como ya demostró el robo perpetrado en la Galería de Arte Moderno y Contemporáneo de Roma en mayo de 1998, se queda en Italia y servirá para enriquecer el ya rico patrimonio cultural estatal; una demostración de que, una vez más, la prioridad del Ministerio para los Bienes y las Actividades Culturales es tutelar y mantener íntegro nuestro patrimonio artístico.

### Robo del cuadro y posterior recuperación (1998)

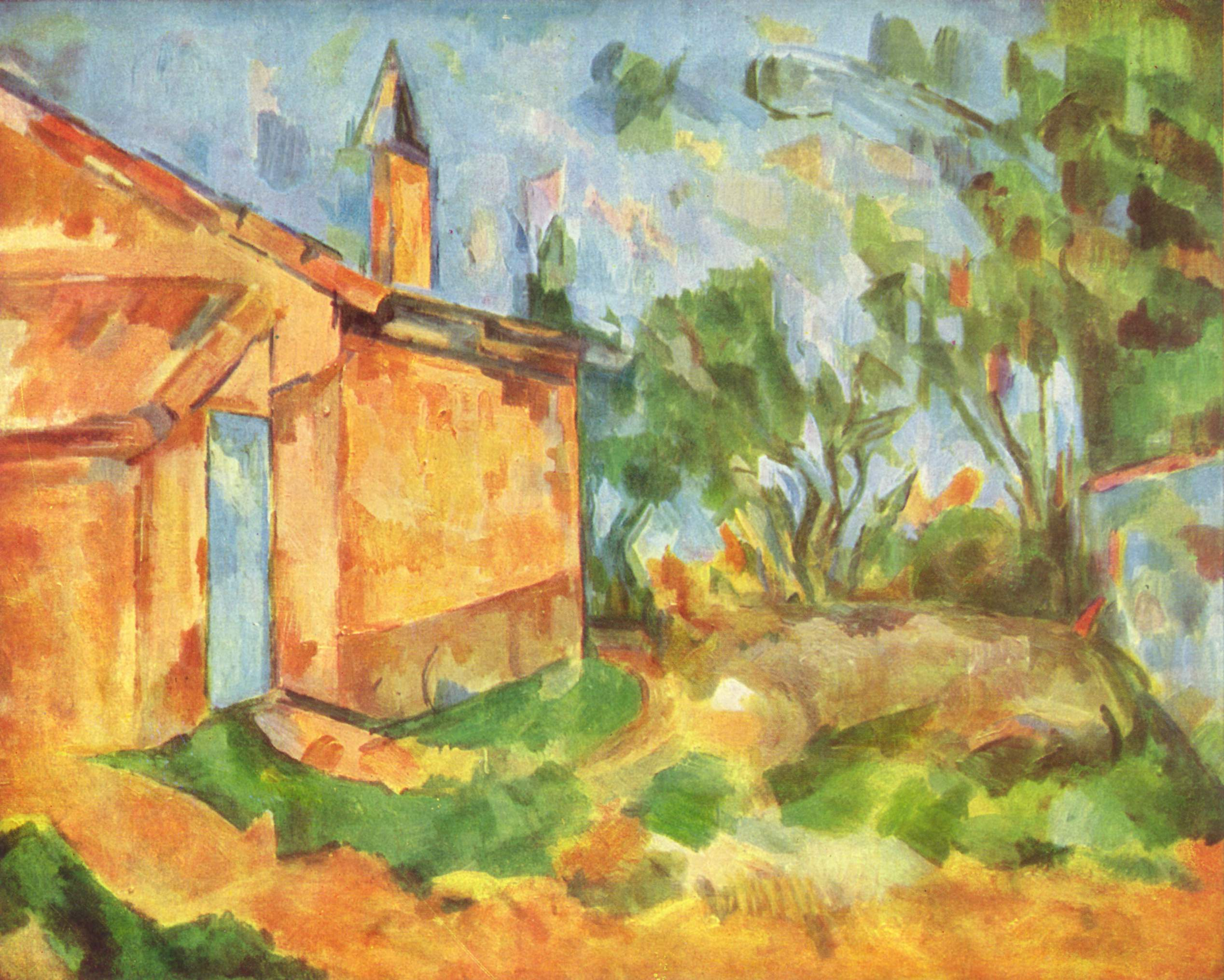
Paul Cézanne pintó Le Cabanon de Jourdan en 1906, lienzo robado y, posteriormente, recuperado en 1998 junto a los dos Van Gogh.

Entre la noche del 19 y el 20 de mayo de 1998, el cuadro se ganó un espacio en todas las portadas de los periódicos porque fue objeto de un robo en la Galería Nacional de Arte Moderno de Roma. Además de El jardinero, los ladrones se llevaron La arlesiana (Madame Ginoux), pintada también por Van Gogh en 1890, y Le Cabanon de Jourdan, obra de Paul Cézanne (1906). El robo lo perpetraron tres ladrones armados, descalzos y con pasamontañas que esperaron el cierre del museo dentro de las instalaciones.
Los ladrones ataron, amordazaron y amenazaron a punta de pistola a los vigilantes. El camarero del museo notó que la entrada aún estaba abierta, así que avisó a los carabineros, que acudieron y liberaron a los vigilantes. El robo tuvo un fuerte impacto mediático por la fama de Van Gogh y Cézanne y por el valor estimado de las obras; de tal forma que se comparó con robos precedentes como el de la Natividad de Caravaggio, robada en 1969 del Oratorio de San Lorenzo de Palermo, y el Retrato de señora de Gustav Klimt, robado el año anterior de la Galería de arte moderno Ricci Oddi de Piacenza.
A diferencia de los robos de Palermo y Piacenza, de los que a fecha de 2018 aún no se habían podido recuperar las obras, los tres lienzos de Roma fueron recuperados cuarenta y seis días después. La policía arrestó a ocho personas por el robo. El jefe italobelga de la banda de ladrones, Eneo Ximenes, comentó al ser arrestado:

Felicidades, habéis hecho un buen trabajo, me he jodido.

En el periodo entre el robo y la recuperación, los cuadros habían sido llevados a Turín para ser vendidos a un comprador. Este último se había echado atrás en el último momento por la tensión mediática que había suscitado el evento y no quiso comprarlo a pesar de un importante descuento en la venta que le ofrecieron los ladrones, que inicialmente habían negociado la operación con un precio a partir de quince o veinte mil millones de liras. Francesco Pellegrino reconstruyó el robo de las obras de Van Gogh y Cézanne en el volumen Ore 22, furto in galleria, editado por Natyvi Contemporánea en 2013 y prologado por Walter Veltroni, que era el ministro de Bienes Culturales en el momento del robo.

## Descripción y estilo
El cuadro se puede considerar una obra maestra del pintor neerlandés y un ejemplo excepcional de los retratos del periodo provenzal del pintor; ocupando un lugar destacado entre las ciento cuarenta pinturas que realizó mientras permanecía en el hospital de Saint Rémy. Van Gogh lo pintó el año antes de su muerte, que se produjo el 27 de julio de 1890, en la plenitud de su madurez artística. A ese mismo año 1889 pertenecen otras de sus obras maestras como La noche estrellada, Jarrón con lirios y su Autorretrato. Por dicho motivo, presenta algunos elementos importantes de su estilo personal.

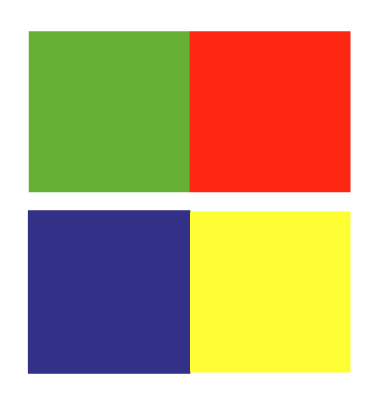
Colores usados en la ropa del campesino: verde y rojo en la camisa; azul y amarillo en la camiseta

### El protagonista
La obra se incluye en la serie de numerosos retratos que el pintor hizo de la gente que lo rodeaba. Como él mismo comentó a su hermano en una carta del 19 de septiembre de 1889:

Cada vez que tengo ocasión, trabajo en retratos que a veces creo que son la parte más seria y mejor respecto al resto de mi trabajo.

En este caso, Van Gogh retoma el tema de los campesinos; una cuestión cargada de implicaciones evangélicas y simbólicas, que afrontó tanto en su primer periodo artístico en Neunen como en las varias copias del tema de las obras de Millet. A diferencia de los cuadros anteriores, donde se evidenciaba la vida rural y las duras condiciones del trabajo en el campo, el joven aquí representaba al hombre que vive en armonía con una naturaleza amiga, que se compenetra con ella y con sus inmutables procesos de fertilidad y regeneración, de vida y de muerte. Las propias soluciones estilísticas y pictóricas que llevó a cabo en el retrato denotan esa sintonía, sobre todo en las líneas de la composición que hacen que el sujeto se funda con el paisaje; en la luminosidad de la pintura y en la combinación de colores.
El joven, que no se nos dice con precisión quién es, aparece a medio busto, en el centro del lienzo, como sucedía en muchos otros retratos que Van Gogh realizó aquel año, como por ejemplo el Retrato del doctor Rey o el Retrato del jefe de vigilantes Trabuc. El pintor retrató al jardinero de forma frontal, dividiendo en dos partes —rostro y busto— el modo de representación. Concentró la atención sobre los detalles del rostro, que pintó minuciosamente con pequeñas pinceladas, representándolo de una forma casi fotográfica. Con esta técnica diseñó las cejas arqueadas y densas, la barba ligeramente descuidada, la piel bronceada y los labios, que están delimitados por una línea roja. La expresión, ligeramente sombría, se caracteriza por una mirada dirigida hacia abajo y, dada la pequeña divergencia de las pupilas, parece serena pero con un cierto velo de melancolía.

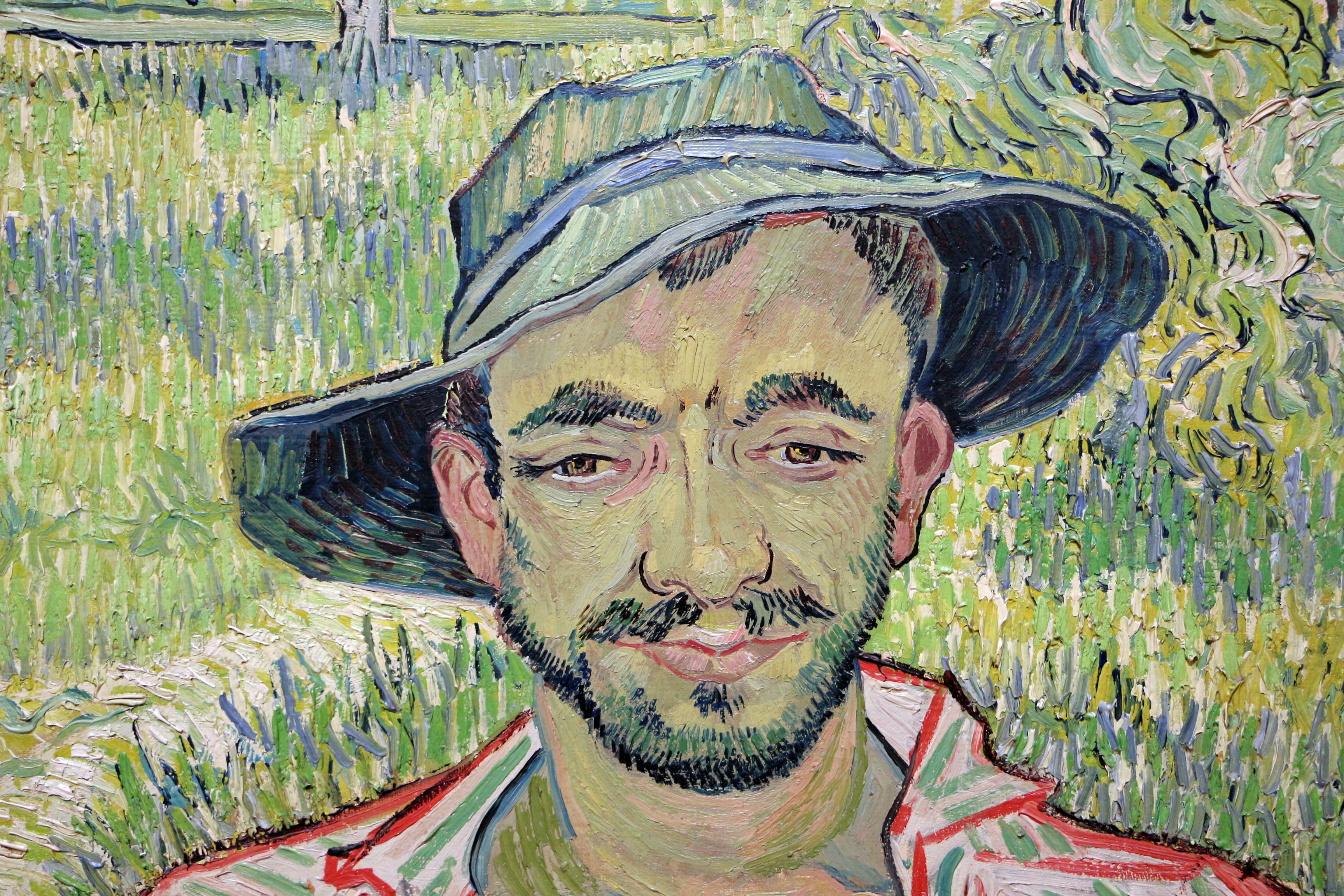
Vincent Van Gogh, El jardinero, detalles del rostro.

La barba y el sombrero encuadran la cara que parece casi simétrica y está realizada con pequeñas pinceladas, primero en verde oliva y posteriormente en negro. El sombrero, que además de esos colores, incluye el violeta y tonos rojos y marrones, está torcido, de tal forma que crea una línea oblicua hacia el hombro izquierdo. El pintor diseñó el busto y los hombros de forma asimétrica, utilizando una técnica mucho más inmediata. El joven lleva una camisa blanca con líneas verticales rojas y verdes, realizadas con una pincelada muy rápida y dinámica, con trazos largos y más anchos respecto a los de la cara. Esta camisa está delimitada en los hombros por una línea oscura que traza el contorno del protagonista y que se caracteriza por un flujo ondulado, típico de la calidad expresiva del estilo tardío de Van Gogh.
Debajo de la camisa se encuentra una camiseta a rayas horizontales amarillas y azules, realizadas también con rápidas pinceladas verticales y cercanas entre sí. A pesar de las tonalidades más suaves y apagadas respecto a las que usaba en el periodo de Arlés, el vestuario del campesino encierra una de las innovaciones más significativas del autor neerlandés: la combinación equilibrada de los colores complementarios rojo y verde en la camisa y los primarios amarillo y azul en la camiseta. Esto se convirtió en uno de los elementos estilísticos más importantes de su carrera e influenció notablemente a nuevas generaciones de artistas como los fauvistas.

### El fondo

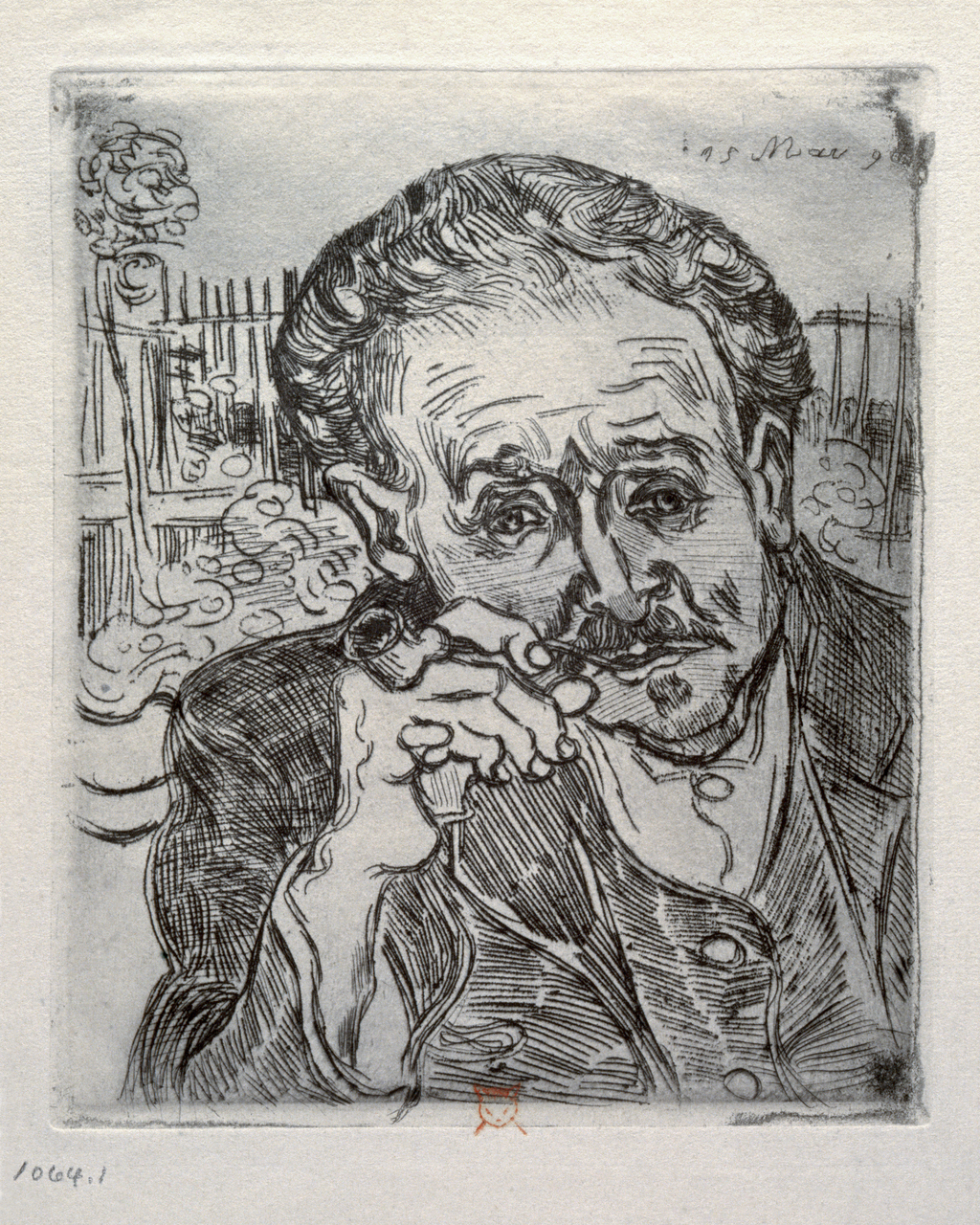
Retrato del doctor Gachet, Van Gogh, junio de 1890, aguafuerte (F1664, JH2028).

En este lienzo se encuentra un paisaje bien definido y que se extiende en la lejanía; algo anómalo en el conjunto de obras de Van Gogh, que retrataba a sus protagonistas con fondos monocromos, en interiores, o con fondos ricamente decorados, con un efecto similar a papel pintado, como en los retratos del matrimonio Roulin. Otros retratos con ambientación al aire libre fueron Niño con naranja (1890), Retrato de joven campesina (1890) y Chica de blanco (1890); pero en ninguno de ellos se encuentra la profundidad escénica y la trabajada composición del fondo de El jardinero, que sí se puede encontrar, en cambio, en las dos copias del cuadro Dos niñas (ambas de 1890), donde en el fondo se pueden reconocer unas casas; y en Retrato del doctor Gachet (1890), realizado con la técnica del aguafuerte, donde se encuentran una valla que limita un jardín con setos y una pequeña planta.

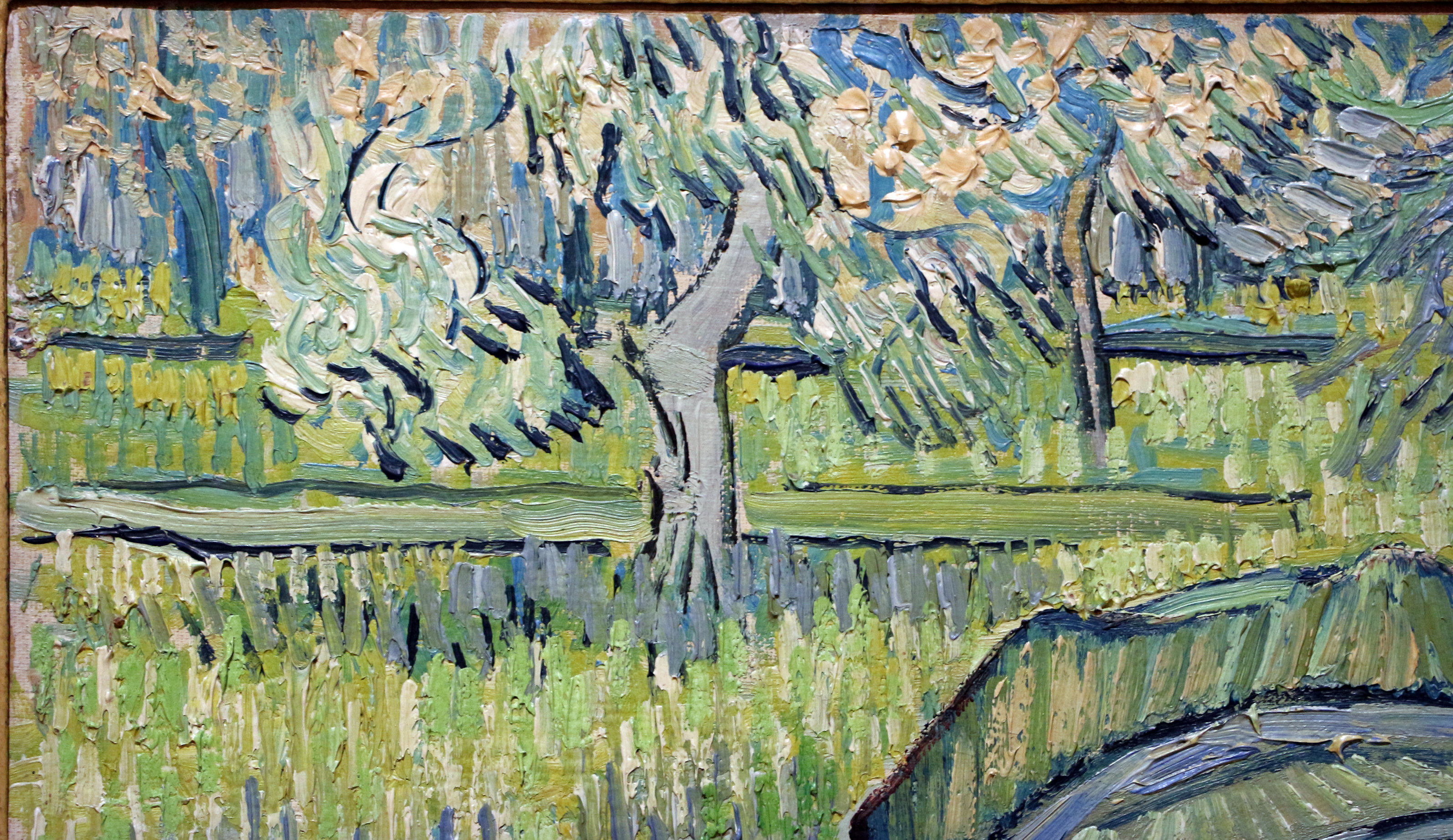
Vincent Van Gogh, El jardinero, detalle del fondo.

En el paisaje de fondo de El jardinero se ve una pincelada pensada y detallada que transmite la sensación del ambiente donde se ubica el sujeto protagonista. A la izquierda se encuentra el verde luminoso del prado, hecho a pinceladas cortas, verticales y rítmicas; en colores como blanco, amarillo, verde y azul, que, combinados, crean un juego de sombras que proyectan las plantas del jardín. Un poco por encima del hombro se nota que la pincelada se hace horizontal y se aclara su tonalidad, creando una línea oblicua que sigue tanto la del hombro como la del sombrero, dando forma a un pequeño sendero. A la derecha, en cambio, la pincelada es más sinuosa y caótica, lo que se justifica por la presencia de algunos arbustos.
El periodo en el que dibujó El jardinero corresponde a los años en los que el paisaje y el sol de la Provenza fascinaron a Van Gogh, cuando creó la serie de los olivos y los cuadros dedicados a los cipreses y a los campos de trigo. En la última parte del cuadro, la vegetación de arbustos y plantas se funde con el prado, dando la sensación de que la hierba se desarrolla de forma conjunta a las ramas de los árboles. La pincelada es intensa aunque trazada de forma suave, curvada y con elegancia, retomando soluciones técnicas ya experimentadas en los paisajes pintados al aire libre, para conseguir una idea de movimiento, hasta terminar en la parte superior del cuadro, donde están presentes en la lejanía el resto de plantas y dos pequeños muros.

## Sede de exposición
El jardinero se encuentra en la Galería Nacional de Arte Moderno de Roma. A pesar de que Van Gogh ha creado aproximadamente 871 pinturas y un altísimo número de dibujos y esquemas, en las colecciones públicas italianas solo se encuentran tres. Las otras dos son La arlesiana (Madame Ginoux) (1890), que se conserva en Roma junto a El jardinero, y Mujeres bretonas (1888), que permanece en la Colección Grasi de la Galería de Arte Moderno de Milán.

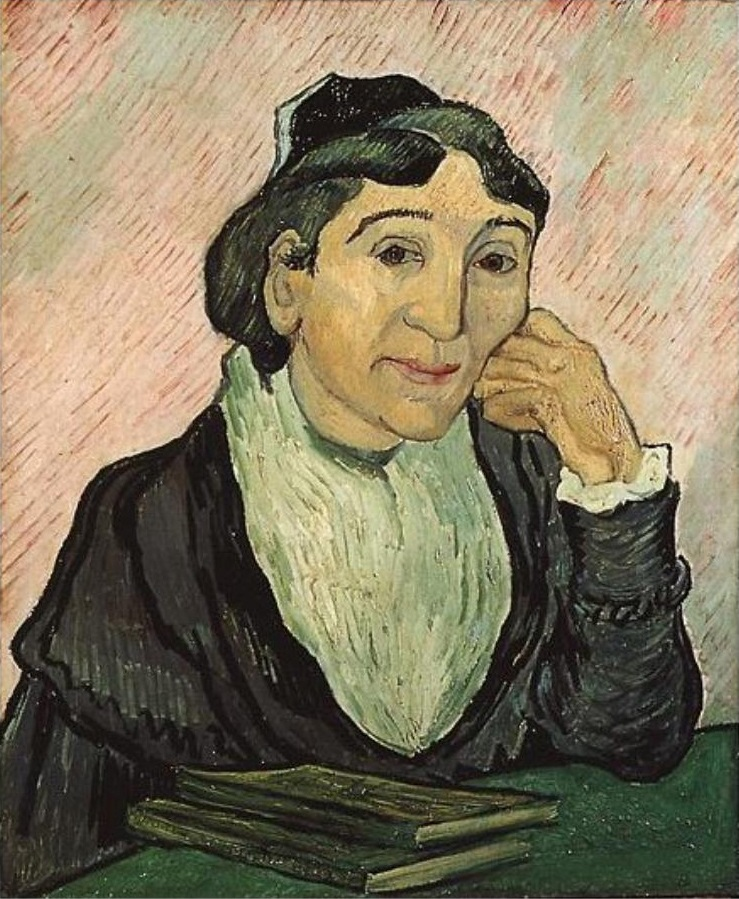
La arlesiana (Madame Ginoux) de 1890 (F540, JH1892), expuesta junto a El jardinero en la sala XV de la Galería Nacional de Arte Moderno

Hasta 2011 El jardinero se encontraba en la sala XIV, dedicada al impresionismo, sus inicios y su desarrollo, junto a obras de autores italianos menos famosos que habían ido a París a empaparse de la esencia de las nuevas corrientes artísticas europeas. Dada la importancia de la obra, la sala era llamada frecuentemente Sala de El jardinero. Allí, el lienzo se ubicaba junto a otras obras internacionales como Regreso de la pesca (ca. 1900) de Hendrik Willem Mesdag; Los cazadores furtivos en la nieve (1867) de Gustave Courbet, que se puede definir como un adelanto a las tendencias impresionistas; Place Saint-Michelle et la Sainte Chapelle (1896) de Jean-François Raffaelli; Nenúfares rosas (1897-1899) de Claude Monet y la pintura al pastel de Edgar Degas Apré le bain (ca. 1886); estos dos últimos verdaderos protagonistas del movimiento francés; el otro lienzo de Van Gogh, La arlesiana (Madame Ginoux) y el cuadro Le cabanon de Jourdan (1906) de Cézanne, protagonista del postimpresionismo.
Respecto a los artistas italianos, estaban presentes las tres grandes obras de Giuseppe De Nittis dedicadas a la Las carreras en Bois de Boulogne del 1881; la obra Sueños de Vittorio Matteo Corcos; el célebre Retrato de Giuseppe Verdi (1886) de Giovanni Boldini; el retrato de El hijo Eduardo, con Egisto Fabbri y Alfredo Muller (1895) de Michele Gordigiani y dos esculturas de Medardo Rosso, una de ellas el Retrato de Henry Ruart (1889-1890), al que los críticos consideran el único escultor realmente impresionista.
El 21 de diciembre de 2011 el museo volvió a abrir al público con un nuevo itinerario expositivo. Todas las obras que antes se incluían en la Sala de El jardinero, exceptuados los dos Van Gogh, permanecieron en la sala XIV, titulada La cuestión impresionista, donde se incluyeron más esculturas —dos de Edgar Degas y toda la colección dedicada a Medardo Rosso. Los Van Gogh, en cambio, fueron trasladados a la sala XV, titulada La utopía humanitaria, y se situaron en una pared suelta en el centro de la sala para que sean las primeras obras que los visitantes encuentren en su itinerario.
Ambos lienzos están expuestos junto a Il sole (1904) de Giuseppe Pellizza da Volpedo, Il mendicante (1902), I malati (1903) y La pazza (1905) de Giacomo Balla, Il viatico (1884) de Angelo Morbelli, Il viaggio della vita (1905) de John Quincy Adams, Retirando las redes (1896) de Joaquín Sorolla, Tras un trabajo cansado (1910) de Döme Skuteczky, Contadino al lavoro (1908-1910) de Umberto Boccioni, La comida (1910-1914) de Albin Egger Lienz, Los trabajadores (1905) de Costantino Meunier, Nosocomio (1895) de Silvio Rotta y Ritratto di Giovanni Cena (ca. 1909) de Felice Carena.
Por lo tanto, El jardinero es una obra fundamental en el breve recorrido cronológico y artístico que el museo crea en torno a la corriente impresionista, al arte plenairista y a los estudios dedicados al color. El jardinero constituye un eslabón con los artistas que dedicaron su arte y su carrera a las innovaciones simbolistas y a la mezcla entre socialismo y positivismo, sin olvidar la marginación social, tema que Van Gogh siempre tocó en sus obras de una forma muy sensible.
En cualquier caso, a lo largo de los años, el cuadro El jardinero también ha sido objeto de diferentes préstamos para muestras temporales, llegando a ser expuesto tanto en otras ciudades italianas como Génova y Siena, como fuera de Italia, en ciudades como Viena o Filadelfia. Además, el cuadro ha formado parte de diferentes exposiciones temporales en las que se mostraban los cuadros que había recuperado el Arma de Carabineros tras algún robo, celebradas en Roma en 1999 y 2004.